# 轻凤
轻凤 （?—?），唐朝中期女舞人。
宝历二年（826年），浙东国贡献给唐敬宗皇帝的舞女轻凤和飞鸾。其歌喉婉转，有如鸾凤之音；舞态轻逸艳丽，有如仙女，及观于庭际，舞态艳逸，更非人间所有。宫中有人说：“宝账香重重，一双玉芙蓉。”一说李商隐《鸾凤》之诗“旧镜鸾何处，衰桐凤不栖。金钱饶孔雀，锦段落山鸡。王子调清管，天人降紫泥。岂无云路分，相望不应迷。”，是描写飞鸾、轻凤的事情。清朝《百美新詠圖傳》将她收录。

## 相关影视
《柜中美人》胡冰卿 饰演 黄轻凤